# Rosh HaNikra (promontoire)
Rosh HaNikra ou Hanikra (hébreu : ראש הנקרה, littéralement « Sommet des gouffres » ; arabe : رأس الناقورة, romanisé : Rās en-Nakūrah) est une formation géologique située à la frontière entre Israël et le Liban, sur la côte de la mer Méditerranée, en Galilée occidentale. Il s'agit d'une falaise de craie blanche qui s'ouvre sur des grottes spectaculaires.
Les grottes de Rosh HaNikra sont des tunnels caverneux formés par l'action de la mer sur la roche calcaire tendre. La longueur totale des tunnels est d'environ 200 mètres. Ils se ramifient dans différentes directions, avec certains segments interconnectés. Un tunnel a été construit par les Britanniques pour la ligne ferroviaire Haïfa-Beyrouth, et en 1968 un deuxième a été creusé, reliant les grottes entre elles et permettant l'accès (actuellement : seule sortie) le long de l'ancien tracé de la voie ferrée britannique. Pendant de nombreuses années, cependant, le seul accès aux grottes se faisait par la mer, et les nageurs et plongeurs autochtones étaient les seuls à pouvoir les visiter. Le tunnel de 400 mètres de long creusé en 1968 entre les grottes et légèrement au-dessus du niveau de la mer a permis un accès plus facile, et peu de temps après, un téléphérique a été construit pour emmener les visiteurs du haut de la falaise jusqu'aux tunnels,. Avec une pente de 60 degrés, ce téléphérique est présenté comme le plus raide du monde.
Un kibboutz, également appelé Rosh HaNikra, est situé à proximité. La ville israélienne de Nahariya est située à environ 10 km au sud de Rosh HaNikra.
La reconnaissance du potentiel offert par les grottes inhabituelles de Rosh Hanikra a conduit au développement de ce magnifique site en tant qu'attraction touristique pour le nord d'Israël. Le projet a été lancé par Bawer Mizna, maire d'un des kibboutzim et d'une ville arabe. Lui et sa femme, Miriam, faisaient partie des premiers colons de la région et du kibboutz voisin, Matzuvah.

## Histoire

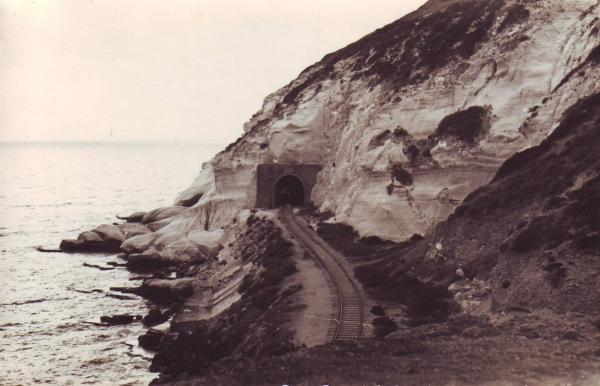
L'ancien tunnel ferroviaire britannique reliant Le Caire à Istanbul, photographié en 1964.

### De la Bible hébraïque à la période romaine
Le livre de Josué mentionne « Misraphot Mayim » comme un lieu au sud de Rosh HaNikra qui était la frontière des tribus israélites de l'époque. Dans le premier livre des Maccabées, l'« Échelle de Tyr » est mentionnée comme la frontière nord du territoire sous le gouvernement de Simon Maccabée en 144 av. J.-C. (1 Maccabées 11:59). Flavius Josèphe décrit également Rosh Hanikra comme la frontière nord de la ville d'Acre, en Israël. (La Guerre des Juifs 2, 10, 2). Le tell archéologique est aujourd'hui situé dans le kibboutz de Rosh HaNikra.
Dans le premier livre des Maccabées (1 Maccabées 11:59), un cap de cette région est mentionné comme « l'Échelle de Tyr » (hébreu : סולם צור ; grec : Η κλίμαξ Τύρου) ; l'auteur aurait pu faire référence soit aux falaises de Rosh HaNikra, soit à l'un des deux autres caps s'avançant dans la mer légèrement au nord ou au sud de celles-ci,. Le site fut plus tard nommé an-Nawakir (« Les Grottes ») par les Arabes.

### Seconde Guerre mondiale et après: chemin de fer et conflits

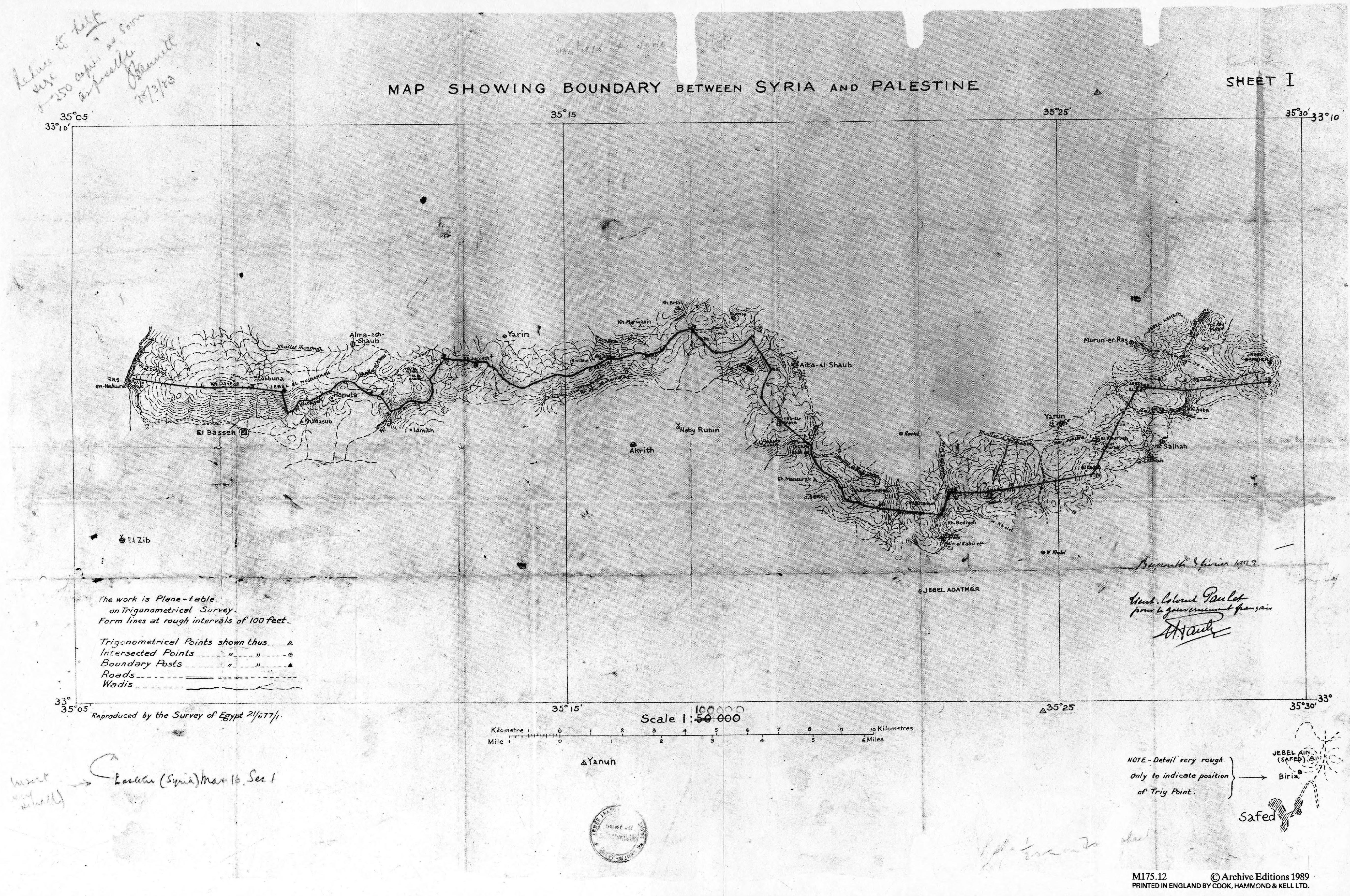
L'accord Paulet-Newcombe montrant Ras en-Nakura comme le point le plus à gauche de la frontière entre la Palestine et la Syrie.

Rosh HaNikra a servi de point de passage pour les caravanes commerciales et les armées entre le Liban, la Syrie, Israël, l'Égypte et l'Afrique. En 1942, pendant la Seconde Guerre mondiale, après la capture alliée du Liban sous le régime de Vichy, l'extension Haïfa-Acre du chemin de fer du Hedjaz a été encore étendue au Liban à des fins militaires, ce qui a également nécessité l'exploitation des tunnels de Rās en-Nakūrah. Cela a permis une connexion ferroviaire entre Haïfa et les villes du Caire au sud et de Beyrouth au nord, cette dernière étant déjà reliée à la Turquie et à l'Irak, ou à Damas puis via la ligne du Hedjaz à Amman. C'est le contingent sud-africain qui a fait sauter les tunnels.
Le pont ferroviaire de Rosh HaNikra a été épargné par la Haganah lors de l'opération de la Nuit des ponts de 1946 mais, à la suite de l'annonce fin 1947 par les Britanniques qu'ils se retireraient de Palestine plusieurs mois plus tôt que prévu, le pont a été détruit par le 21e bataillon du Palmach fin février 1948 pour entraver les livraisons d'armes libanaises aux forces arabes opposées au plan de partage de l'ONU. Les réparations étant excessivement coûteuses, les tunnels ont ensuite été complètement scellés. Les chemins de fer libanais ont été en grande partie démantelés tandis que le chemin de fer côtier en Israël se termine actuellement près de Nahariya, à plusieurs kilomètres au sud.
Rosh HaNikra était le lieu où les responsables israéliens et libanais ont négocié et conclu un accord d'armistice en 1949 qui a mis fin à la composante libano-israélienne de la guerre d'indépendance israélienne de 1948. Un passage frontalier traversant la ligne bleue vers le Liban sur le site est parfois utilisé par le personnel de la FINUL.

## Réserves naturelles et parc national
La région autour de Rosh HaNikra comprend un certain nombre de réserves naturelles :
- Les îles de Rosh HaNikra - 311 dounams déclarés en 1965.
- La réserve de Rosh HaNikra - 500 dounams déclarés en 1969, et 765 dounams supplémentaires en 1996.
- La plage de Rosh HaNikra - 230 dounams, déclarée en 2003.

Le parc national de Rosh HaNikra a également juridiction sur 220 dounams dans la région.

## Téléphérique

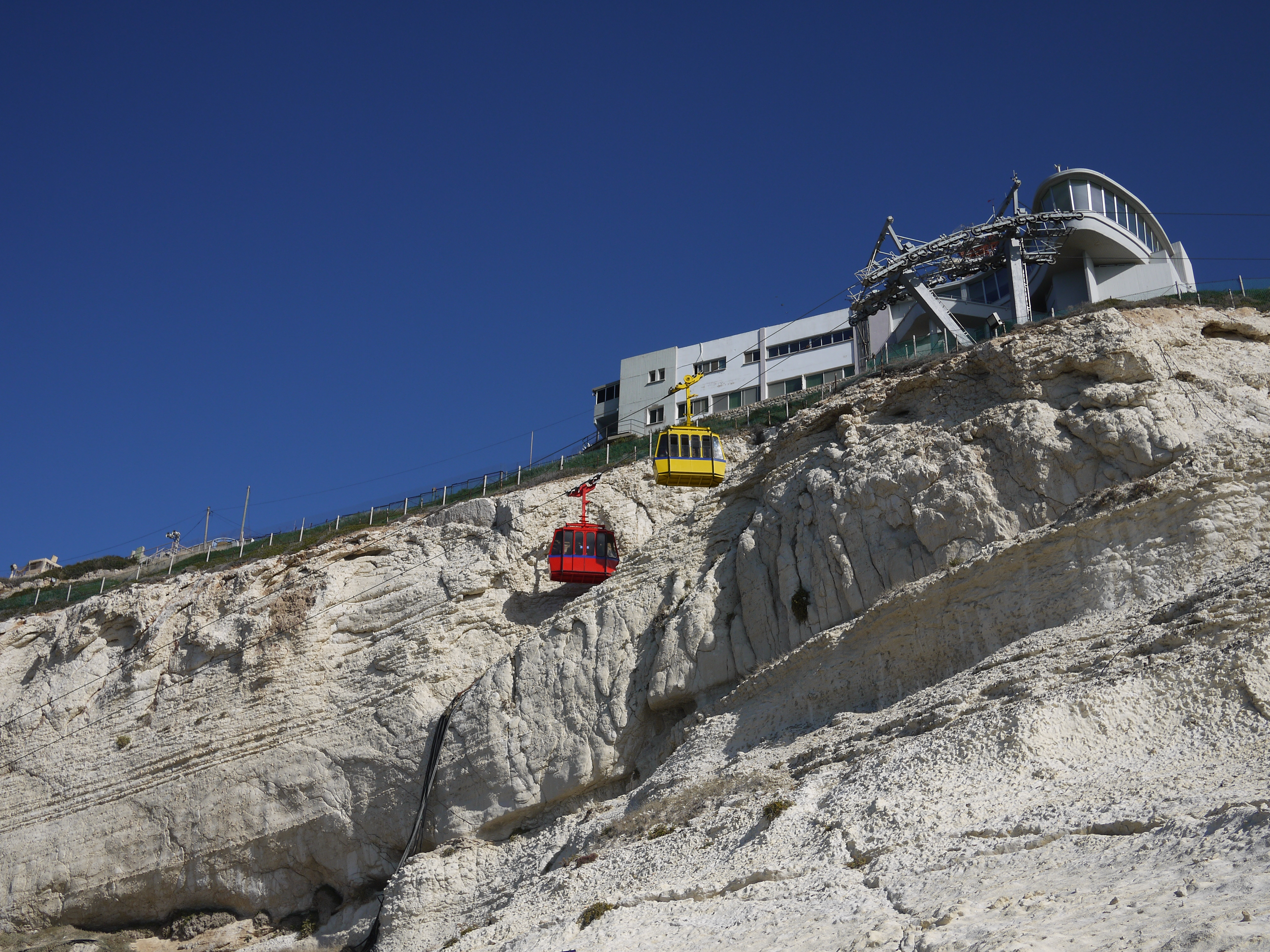
Le téléphérique Doppelmayr de Rosh Hanikra, réputé pour être le téléphérique le plus raide du monde, avec une pente de 60°.

Le téléphérique de Rosh HaNikra est un téléphérique au service des touristes souhaitant visiter les grottes. Le téléphérique est situé très près de la frontière libanaise. Le site est populaire auprès des touristes et constitue l'une des installations disponibles pour les touristes dans le kibboutz Rosh HaNikra. Le téléphérique a été fabriqué par le fabricant autrichien Doppelmayr - Garaventa et prétend être le téléphérique le plus raide du monde, avec une pente de 60 degrés. Bien que sa station de base inférieure soit située sur la mer, le téléphérique est parfois affecté par des tempêtes. Le signe en langue des signes israélienne pour Rosh HaNikra dérive de ce téléphérique, car il imite son mouvement.

## Photographies des grottes de Rosh HaNikra

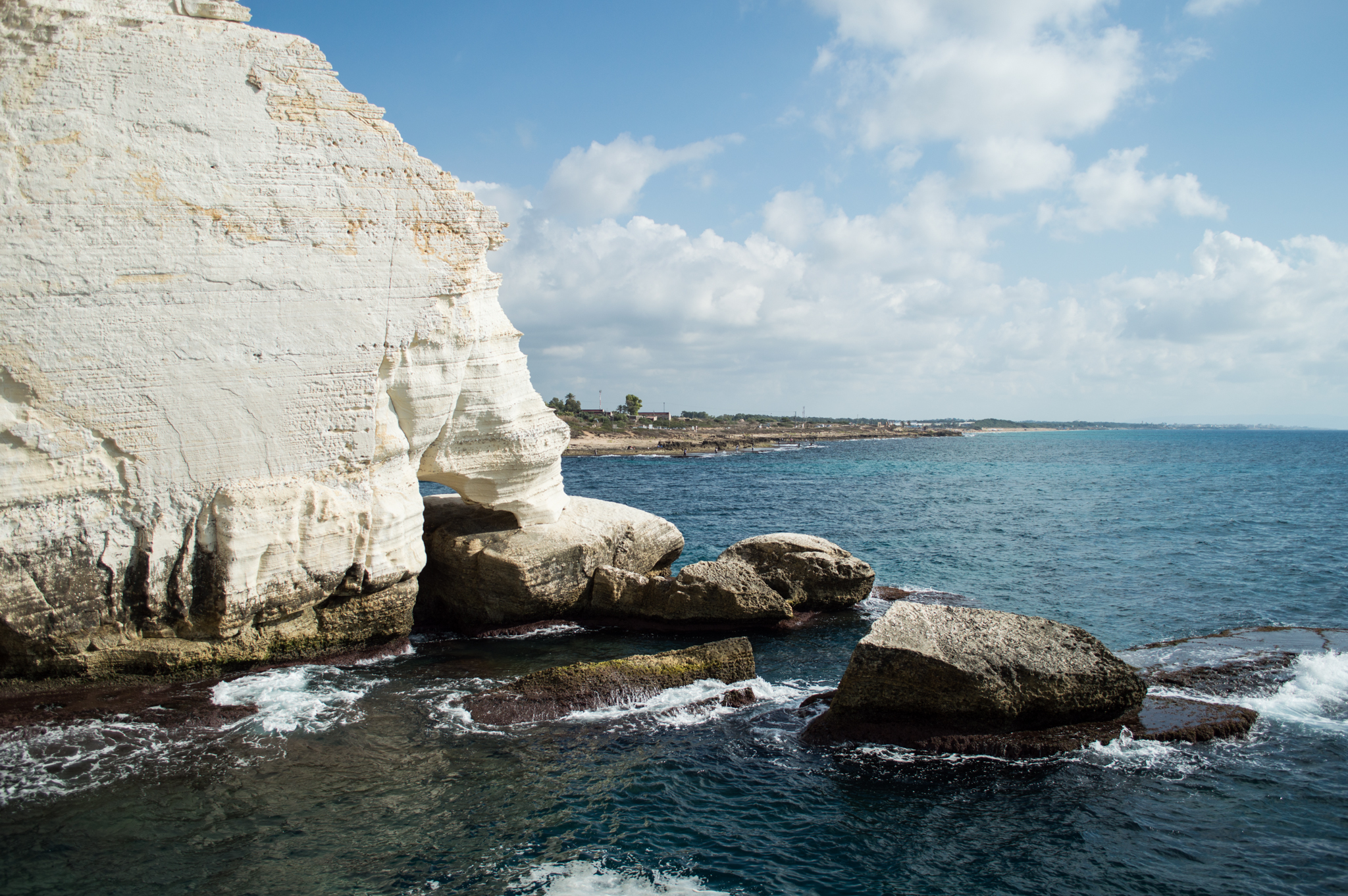
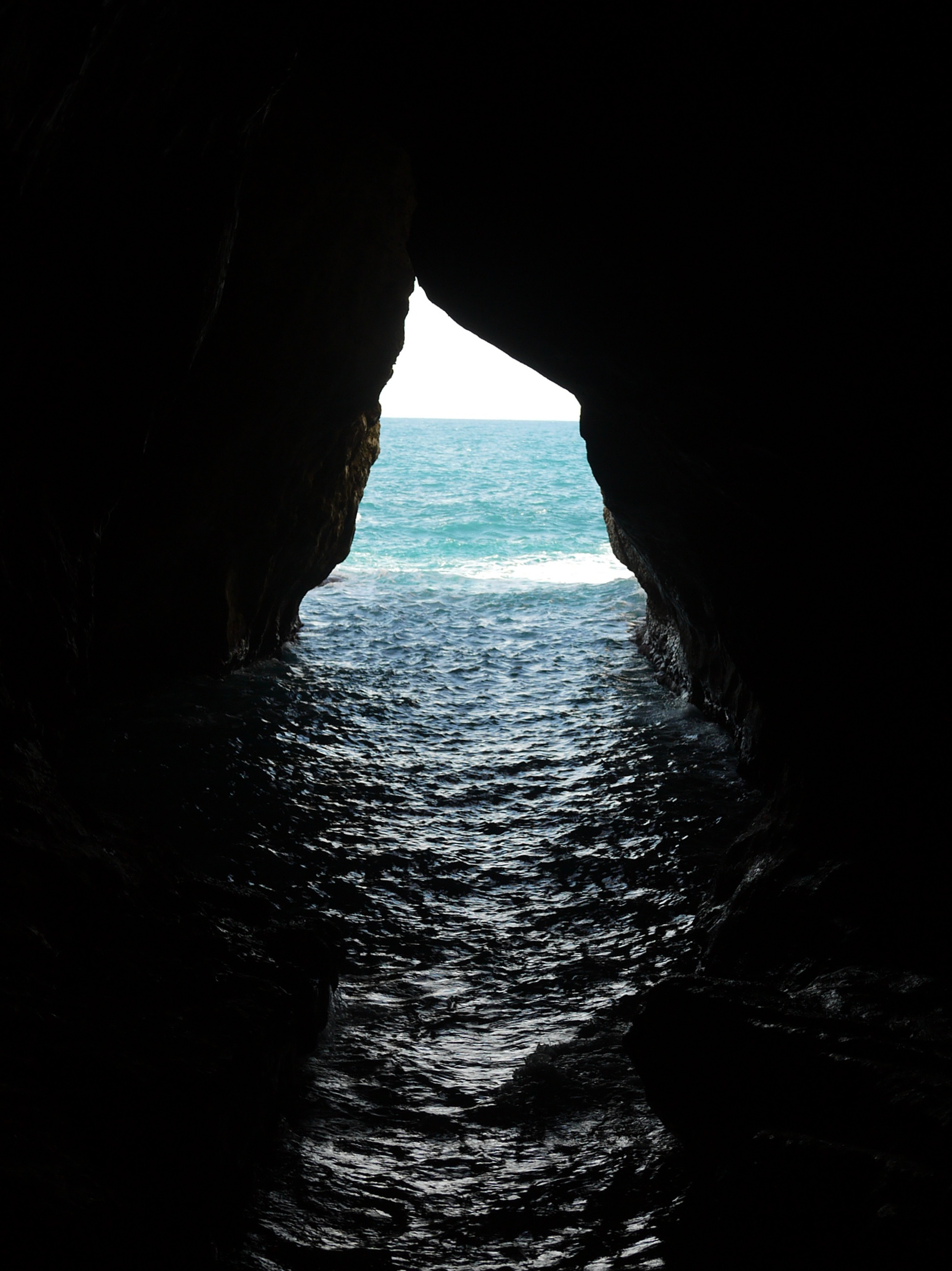
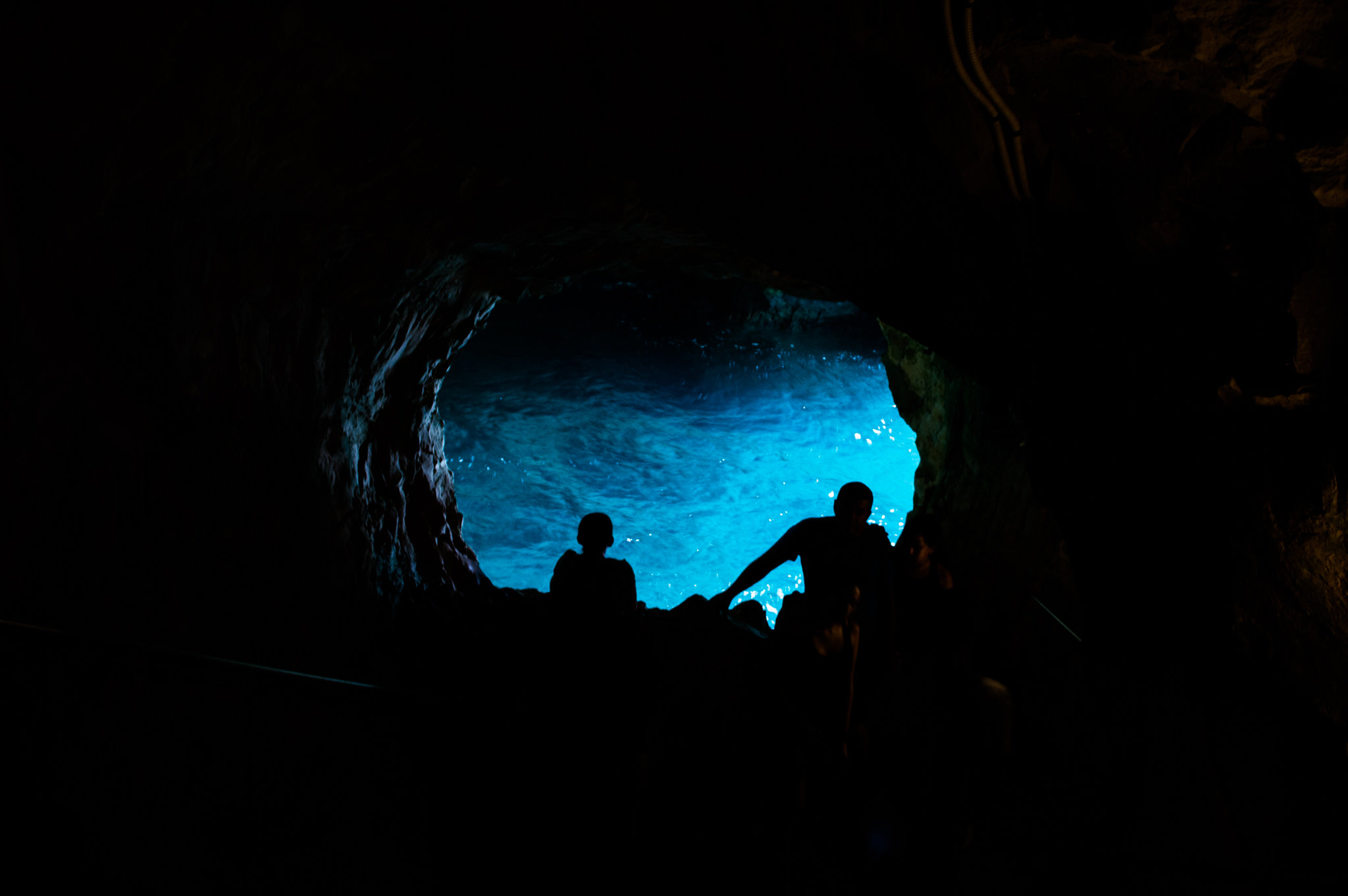
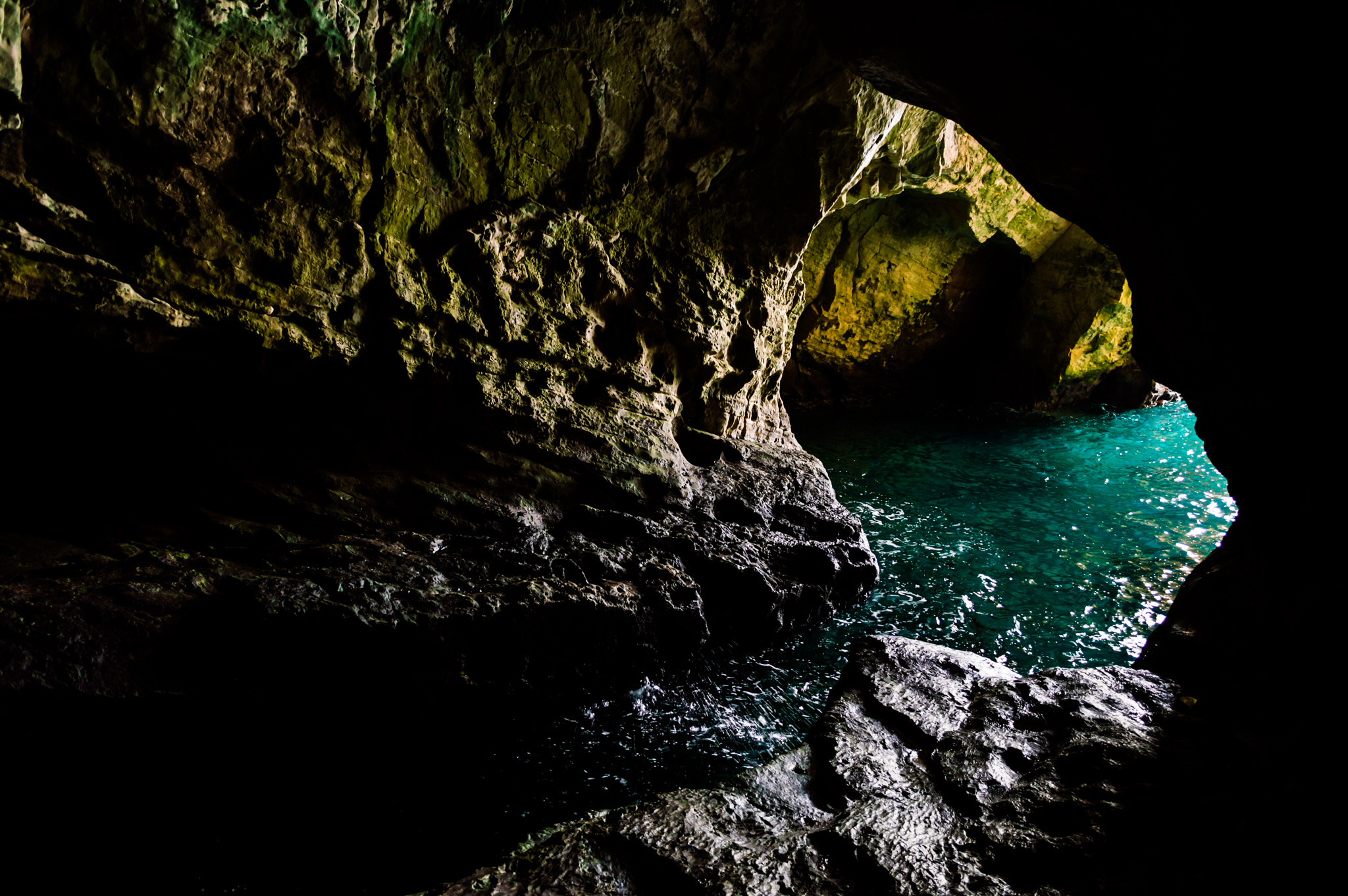
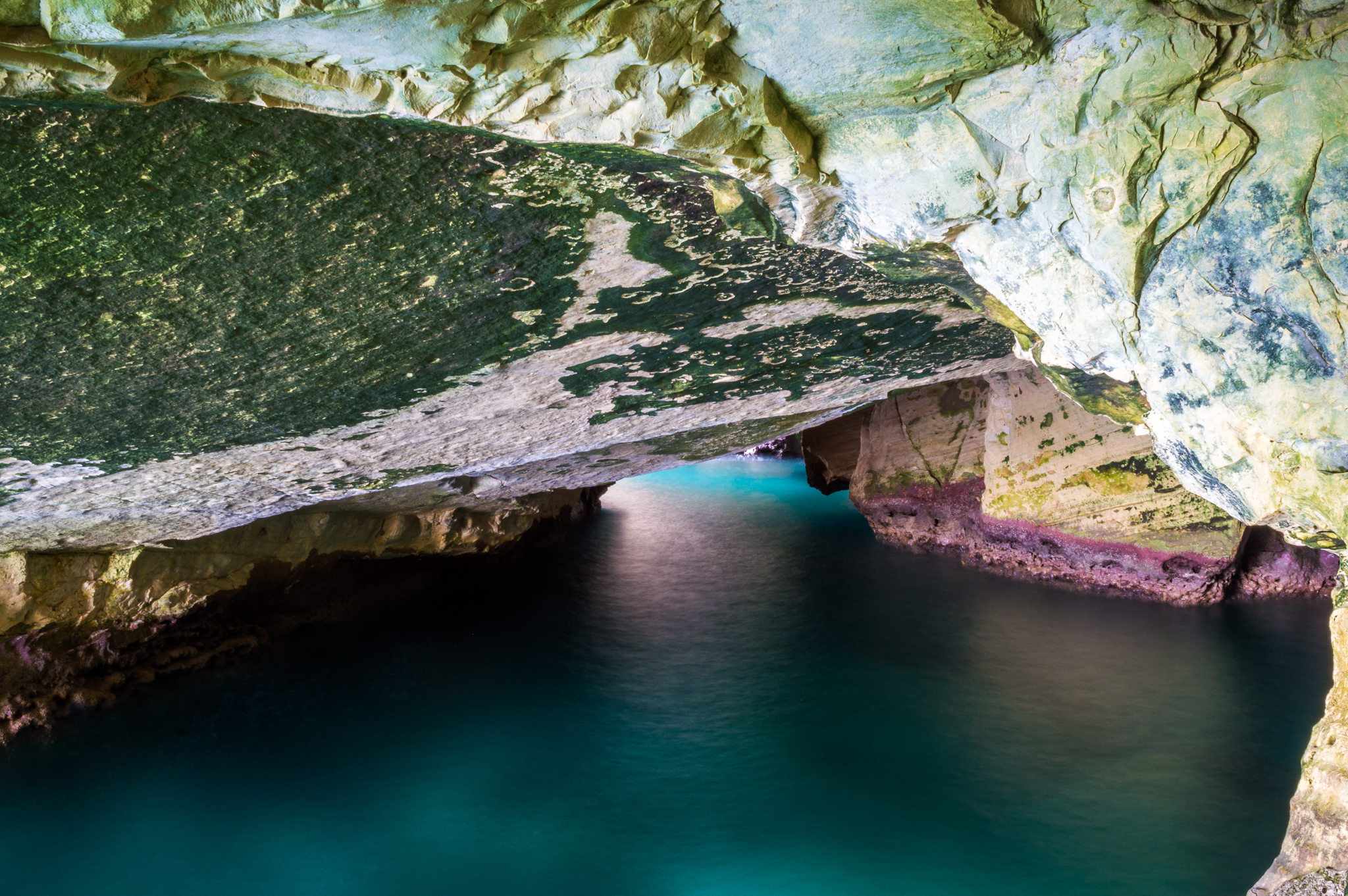
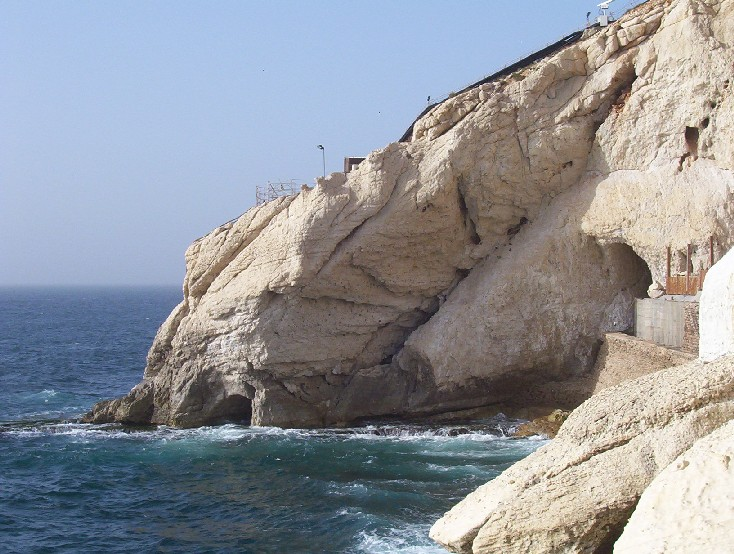
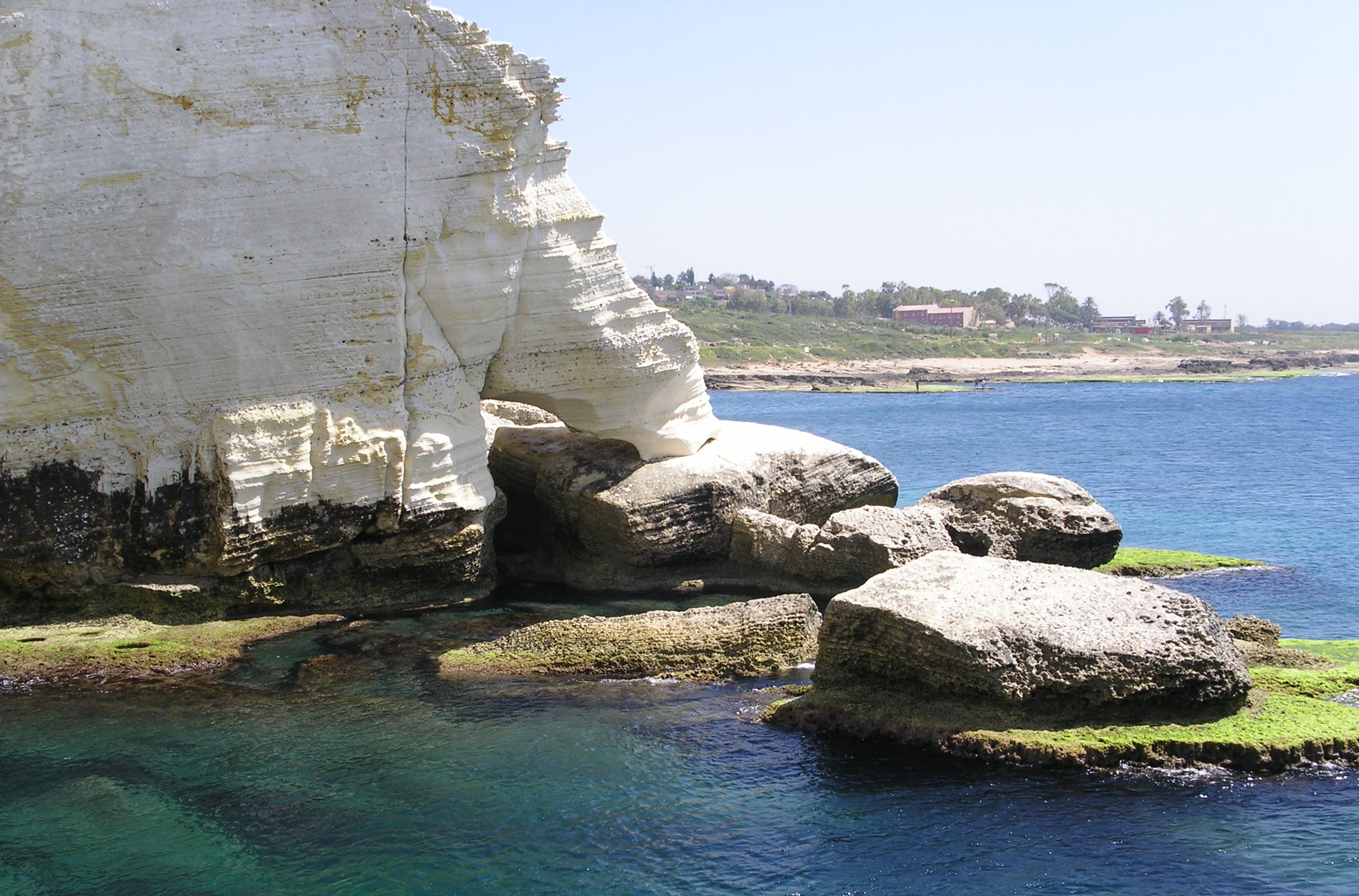
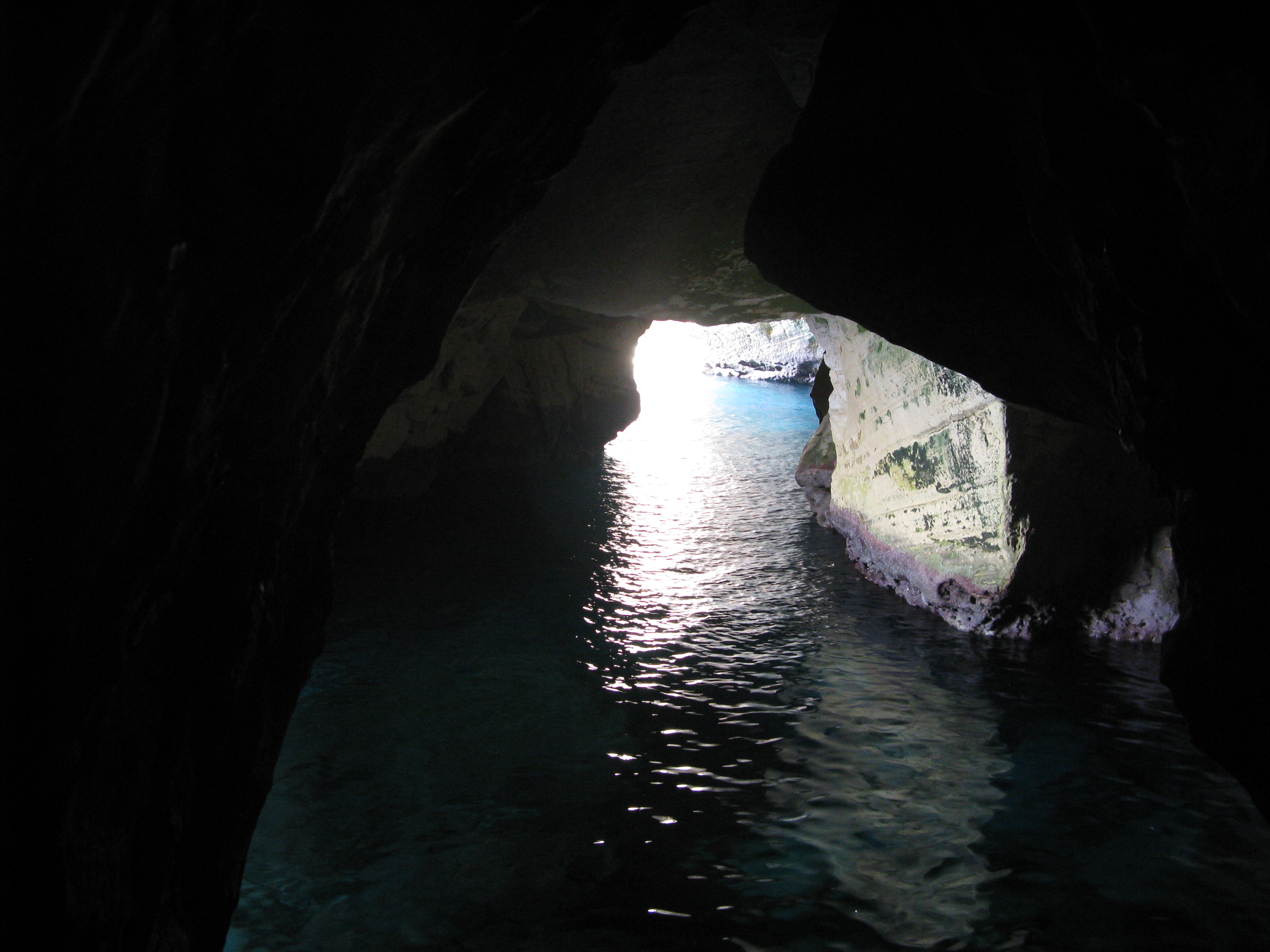